# Championnat du Pérou de football 1969
Navigation
Saison précédente Saison suivante
La saison 1969 du Championnat du Pérou de football est la quarante-et-unième édition du championnat de première division au Pérou. Les quatorze clubs participants sont regroupés au sein d'une poule unique où ils s'affrontent une seule fois au cours de la saison. À la fin de cette phase, les six premiers disputent la poule pour le titre, les huit derniers la poule de relégation, qui voit les deux derniers être relégués et remplacés par le champion de Segunda Division et le vainqueur de la Copa Perú. Il n'y a plus de participation automatique à la Copa Perú pour le moins bon club de province, comme c'était le cas pour les éditions précédentes.
C'est l'Universitario de Deportes qui remporte la compétition après avoir battu lors du match pour le titre le club de Defensor Arica, les deux équipes ayant terminé à égalité en tête du classement final. C'est le 13e titre de champion du Pérou de l'histoire du club.

## Les clubs participants
| - Alianza Lima - Sport Boys - Defensor Arica - Universitario de Deportes - KDT Nacional - Club Centro Deportivo Municipal - Promu de Segunda Division - Juan Aurich | - Porvenir Miraflores - Carlos A. Mannucci - Sporting Cristal - Centro Iqueño - Defensor Lima - Atlético Grau - Octavio Espinosa |

## Compétition
Le barème utilisé pour établir les différents classements est le suivant :
- Victoire : 2 points
- Match nul : 1 point
- Défaite, forfait ou abandon : 0 point

### Première phase

#### Classement
| Rang | Équipe                              | Pts | J  | G | N | P  | Bp | Bc | Diff |
| ---- | ----------------------------------- | --- | -- | - | - | -- | -- | -- | ---- |
| 1    | Club Centro Deportivo Municipal (P) | 20  | 13 | 8 | 4 | 1  | 30 | 16 | +14  |
| 2    | Universitario de Deportes           | 18  | 13 | 7 | 4 | 2  | 27 | 17 | +10  |
| 3    | Defensor Arica                      | 17  | 13 | 6 | 5 | 2  | 18 | 8  | +10  |
| 4    | Alianza Lima                        | 15  | 13 | 4 | 7 | 2  | 21 | 13 | +8   |
| 5    | Juan Aurich                         | 14  | 13 | 5 | 4 | 4  | 20 | 16 | +4   |
| 6    | Atlético Grau                       | 13  | 13 | 5 | 3 | 5  | 14 | 13 | +1   |
| 7    | Octavio Espinosa                    | 13  | 13 | 3 | 7 | 3  | 13 | 13 | 0    |
| 8    | Sport Boys                          | 13  | 13 | 5 | 3 | 5  | 17 | 19 | -2   |
| 9    | Defensor Lima                       | 13  | 13 | 3 | 7 | 3  | 17 | 19 | -2   |
| 10   | Carlos A. Mannucci                  | 12  | 13 | 4 | 4 | 5  | 12 | 12 | 0    |
| 11   | Porvenir Miraflores                 | 12  | 13 | 5 | 2 | 6  | 21 | 28 | -7   |
| 12   | Sporting Cristal (T)                | 11  | 13 | 3 | 5 | 5  | 13 | 17 | -4   |
| 13   | Club Centro Iqueño                  | 8   | 13 | 2 | 4 | 7  | 12 | 24 | -12  |
| 14   | KDT Nacional                        | 3   | 13 | 1 | 1 | 11 | 8  | 28 | -20  |

|  | Participation à la Liguilla                                                                |
|  | Participation à la poule de relégation                                                     |
|  | (T) : Tenant du titre (P) : Promu de Segunda Division En italique : Formations de province |

### Deuxième phase

#### Liguilla
Les clubs conservent l'ensemble de leurs résultats de première phase et rencontrent une nouvelle fois leurs adversaires de poule.
| Rang | Équipe                    | Pts | J  | G | N | P | Bp | Bc | Diff |
| ---- | ------------------------- | --- | -- | - | - | - | -- | -- | ---- |
| 1    | Universitario de Deportes | 25  | 18 | 9 | 7 | 2 | 35 | 23 | +12  |
| 2    | Defensor Arica            | 22  | 18 | 7 | 8 | 3 | 26 | 15 | +11  |
| 3    | Deportivo Municipal (P)   | 22  | 18 | 8 | 6 | 4 | 38 | 28 | +10  |
| 4    | Alianza Lima              | 21  | 18 | 6 | 9 | 3 | 31 | 20 | +11  |
| 5    | Juan Aurich               | 21  | 18 | 7 | 7 | 4 | 27 | 20 | +7   |
| 6    | Atlético Grau             | 16  | 18 | 5 | 6 | 7 | 20 | 24 | -4   |

|  | Qualification pour la Copa Libertadores 1970                         |
|  | Participation au match de barrage pour la Copa Libertadores 1970     |
|  | (P) : Promu de Segunda Division En italique : Formations de province |

#### Barrage pour la Copa Libertadores
Defensor Arica et Club Centro Deportivo Municipal ont terminé à égalité de points à la deuxième place, un match de barrage est donc nécessaire pour désigner le club qualifié pour la prochaine Copa Libertadores. Le perdant se qualifie quant à lui pour la toute nouvelle Copa Ganadores de Copa.
| Équipe 1       | Résultat | Équipe 2                        |
| -------------- | -------- | ------------------------------- |
| Defensor Arica | 2 - 1    | Club Centro Deportivo Municipal |

#### Poule de relégation
Les clubs conservent l'ensemble de leurs résultats de première phase et rencontrent une nouvelle fois leurs adversaires de poule.
| Rang | Équipe               | Pts | J  | G | N | P  | Bp | Bc | Diff |
| ---- | -------------------- | --- | -- | - | - | -- | -- | -- | ---- |
| 1    | Defensor Lima        | 23  | 20 | 8 | 7 | 5  | 34 | 32 | +2   |
| 2    | Sport Boys           | 22  | 20 | 9 | 4 | 7  | 30 | 30 | 0    |
| 3    | Sporting Cristal (T) | 21  | 20 | 7 | 7 | 6  | 28 | 22 | +6   |
| 4    | Carlos A. Mannucci   | 20  | 20 | 7 | 6 | 7  | 24 | 23 | +1   |
| 5    | Octavio Espinosa     | 19  | 20 | 5 | 9 | 6  | 23 | 25 | -2   |
| 6    | Porvenir Miraflores  | 17  | 20 | 7 | 3 | 10 | 35 | 47 | -12  |
| 7    | Club Centro Iqueño   | 13  | 20 | 3 | 7 | 10 | 19 | 33 | -14  |
| 8    | KDT Nacional         | 6   | 20 | 1 | 4 | 15 | 12 | 40 | -28  |

|  | Relégation directe en Segunda Division                     |
|  | (T) : Tenant du titre En italique : Formations de province |

## Bilan de la saison
| Championnat du Pérou de football 1969 |                                       |
| Champion                              | Universitario de Deportes (13e titre) |
| Qualifications continentales          |                                       |
| Copa Libertadores 1970                | Universitario de Deportes             |
| Copa Libertadores 1970                | Defensor Arica                        |
| Coupe des Coupes 1970                 | Deportivo Municipal                   |
| Promotions et relégations             |                                       |
| Promus en Primera División            | Atlético Torino (via la Copa Peru)    |
| Promus en Primera División            | Deportivo SIMA                        |
| Relégués en Segunda División          | Club Centro Iqueño                    |
| Relégués en Segunda División          | KDT Nacional                          |